# Серен Лербю
Сере́н Лербю́ (дан. Søren Lerby; рід. 1 лютого 1958, Копенгаген) — колишній данський футболіст та тренер.

## Клубна кар'єра
Серен Лербю почав свою футбольну кар'єру в юнацькому складі клубу «Б 1903». Потім Серен виступав за молодіжні склади клубів «Тоструп ІК» і «Фремад Амагер». В 1975 Лербю у віці 17 років перейшов в нідерландський «Аякс» з Амстердама, разом з Сереном в "Аякс" перейшов ще один гравець «Фремад Амагер», 19-річний півзахисник Франк Арнесен. Дебют Серена за «Аякс» відбувся 11 квітня 1976 у матчі проти клубу «Гоу Ехед Іглс». Всього за «Аякс» Серен провів сім сезонів, відігравши за цей час в чемпіонаті Нідерландів 206 матчів та забивши 66 м'ячів, вигравши п'ять титулів чемпіона Нідерландів, а також два кубка Нідерландів. У всіх турнірах за «Аякс» Лербю забив 92 м'ячі в 269 матчах.
В 1983 Серен перейшов в німецьку «Баварію» з Мюнхена. Дебют Лербю в Бундеслізі відбувся 13 серпня 1983 року в матчі проти леверкузенського «Байєра», Серен відіграв весь матч, а його нова команда перемогла з рахунком 2:1. Свій перший гол у чемпіонаті Німеччини Лербю забив 1 жовтня 1983 року в матчі проти «Боруссії» з Менхенгладбаха, який завершився перемогою «Баварії» з рахунком 4:0. У своєму першому сезоні за «Баварію» в чемпіонаті Німеччини Серен забив три м'ячі в 30 матчах. 31 травня 1984 року Лербю став володарем кубка Німеччини. У фінальному матчі за Кубок Німеччини «Баварія» зустрілася з менхенгладбахської «Боруссією», в основний час була зафіксована нічия 1:1, а в додаткових таймах команди також не змогли виявити сильнішого, тоді довелося пробивати серію післяматчевих пенальті, Лербю першим у «Баварії» виконував одинадцятиметровий удар і зміг переграти воротаря «Боруссії» Ульріха Зуде, в підсумку «Баварія» перемогла з рахунком 7:6.
У сезоні 1984/1985 Серен в 28 матчах чемпіонату Німеччини забив 11 м'ячів, які багато в чому допомогли «Баварії» стати чемпіоном. Лербю був третім бомбардиром «Баварії» в сезоні, а першим став Лотар Маттеус, який забив 16 м'ячів в 33 матчах. У наступному сезоні «Баварія» знову здобула  чемпіонство, а також виграла кубок Німеччини. Всього за три сезони Серен провів за «Баварію» в чемпіонатах Німеччини 89 матчів та забив 22 м'ячі. В 1986 Лербю поповнив склад французького «Монако», в тому ж році клуб очолив колишній тренер "Аякса" Штефан Ковач. В чемпіонаті Франції Серен не надто добре проявив себе, забивши 6 м'ячів в 28 матчах. Відігравши один сезон у Франції, Серен повернувся в Нідерланди і став гравцем «ПСВ» з Ейндховена. Серен протягом двох сезонів за «ПСВ» виграв із клубом два чемпіонати і два кубки Нідерландів, а також Кубок європейських чемпіонів 1988 року, обігравши у фіналі португальську «Бенфіку» у серії пенальті з рахунком 6:5, у складі «ПСВ» один із одинадцятиметрових забив Серен. В 1989 Лербю завершив свою ігрову кар'єру у віці 31 року.

## Кар'єра в збірній
У національній збірної Данії Серен дебютував 24 травня 1978 у матчі проти Ірландії, Лербю відіграв весь матч і забив один м'яч, поєдинок закінчився внічию 3:3. В 1984 Лербю у складі збірної поїхав на Чемпіонат Європи в Францію. Він взяв участь у всіх чотирьох матчах своєї команди. Данці в групі програли господарям турніру (0:1), розгромили югославів із рахунком 5:0 і вирвали перемогу у бельгійців — 3:2, вийшовши у півфінал. У півфіналі Данії належало зустрітися зі збірною Іспанії. 24 червня 1984 на стадіоні «Жерлан» при 47,5 тис. глядачів Серен вже на сьомій хвилині матчу вразив ворота іспанців, але в другому таймі Антоніо Маседа на 67-ій хвилині зрівняв рахунок. Основний час матчу так і закінчився внічию 1:1, у додатковий час команди також не виявили сильнішого. Переможця виявила серія післяматчевих пенальті. Першим у данців реалізував пенальті Кеннет Ларсен, потім забивали Мортен Ольсен, Мікаель Лаудруп та Серен Лербю, п'ятий пенальті, який не реалізував Елк'яер Пребен, пропустив у фінал іспанців.
Серен також брав участь в 1986 на чемпіонаті світу в Мексиці, на якому його збірна, вигравши усі групові матчі і посівши 1-місце в групі, вийшла до 1/8 фіналу, де поступилася іспанцям 1:5. Лербю зіграв у всіх чотирьох матчах, відзначившись голом у ворота уругвайців.
Через два роки Лербю у складі збірної відправився на Чемпіонат Європи до Німеччини. На турнірі Серен зіграв два матчі: проти іспанців (2:3) і збірної ФРН (0:2) . Його команда на цьому турнірі не змогла вийти з групи, не набравши жодного очка. Всього за збірну Лербю провів 67 матчів та забив 10 м'ячів.

## Тренерська кар'єра
Після завершення ігрової кар'єри Серен займав керівну посаду у своєму колишньому клубі «Б 1903», але після реформування клубу Лербю покинув команду. У період з 9 жовтня 1991 по 10 березня 1992 року Серен займав посаду головного тренера мюнхенської «Баварії». Потім Лербю завершив з тренерською кар'єрою і став футбольним агентом.

## Досягнення
- Чемпіон Нідерландів: 1976–77, 1978–79, 1979–80, 1981–82, 1982–83, 1987–88, 1988–89
- Володар кубка Нідерландів: 1978–79, 1982–83, 1987–88, 1988–89
- Чемпіон Німеччини: 1984–85, 1985–86
- Володар кубка Німеччини: 1983–84, 1985–86
- Володар кубка європейських чемпіонів: 1987–88

## Особисте життя
Серен був одружений з нідерландською співачкою й акторкою Вілліке Альберті з 1986 по 1996, від цього шлюбу у Лербю є син Кай. Потім Лербю одружився вдруге, цього разу на Арлетт ван дер Мейлен, від цього шлюбу у Серена так само є син. Останнім часом Серен проживає в Нідерландах в містечку Ларен.